# Miguel Castaño
Pour les articles homonymes, voir Castano.
Miguel Castaño Quiñones, né à León le 5 février 1883 et mort dans cette même ville le 21 novembre 1936, est un journaliste, ingénieur et homme politique socialiste espagnol, qui est maire de León pendant la Seconde République. Il est fusillé par les insurgés nationalistes au début de la Guerre civile espagnole.

## Biographie
Ouvrier typographe, militant dès son plus jeune âge au PSOE, il est élu conseiller municipal de León en 1910. Il est emprisonné pour avoir pris part à l'organisation de la grève générale de 1917. Miguel Castaño triomphe aux élections municipales du 12 avril 1931 - c'est lui qui recueille le plus grand nombre de suffrages dans la ville de León, où il figure sur la liste républicaine-socialiste.
Il est élu maire, poste qu'il conserve jusqu'en 1934. De 1934 à 1936, la municipalité est suspendue à la suite du soulèvement révolutionnaire d'octobre 1934 et la gestion de la ville est assurée par une commission nommée par le gouvernement central. Castaño est également député de León de 1931 à 1933. Lors de l'arrivée au pouvoir du Front populaire en février 1936, il retrouve sa charge de maire. Après le soulèvement de la garnison de León le 20 juillet 1936, il est emprisonné avec les autres responsables politiques républicains de la province. Il est condamné à mort et fusillé le 21 novembre 1936 sur le champ de tir de Puente Castro, dans la banlieue de la ville.
Après le retour de la démocratie, l'avenue de Madrid, une des plus importantes de la ville de León, est rebaptisée en son honneur avenue Miguel Castaño (avenida del Alcalde Miguel Castaño).